# Peter Joseph Hurth

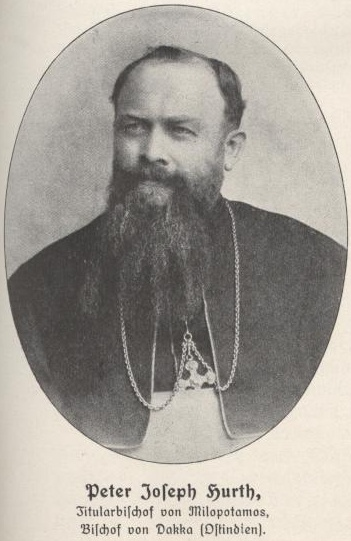
Bischof Peter Joseph Hurth

Peter Joseph Hurth CSC (* 30. März 1857 in Nittel, Rheinland-Pfalz; † 1. August 1935 in Manila, Philippinen) war ein katholischer Ordensgeistlicher und  Bischof von Dacca sowie Bischof von Nueva Segovia.

## Leben und Wirken
Peter Joseph Hurth stammte aus Nittel an der Mosel, emigrierte 1874 in die Vereinigten Staaten von Amerika und trat 1875 dort der Kongregation vom Heiligen Kreuz bei. Der Frater betätigte sich 1877–1879 als Instruktor für Latein und Griechisch an der ordenseigenen University of Notre Dame, Indiana, und erhielt am 30. März 1880 die Priesterweihe. Bis 1884 wirkte Hurth als Leiter des St. Joseph`s College in Cincinnati, Ohio, dann als Präsident des St. Edward’s College in Austin (Texas).
Mit Datum vom 26. Juni 1894 ernannte ihn Papst Leo XIII. zum Bischof von Dacca in Britisch-Indien (heute Bangladesch). Die Bischofsweihe erteilte ihm Bischof Joseph Rademacher von Nashville. Mitkonsekratoren waren die Bischöfe Henry Joseph Richter von Grand Rapids und James Schwebach von La Crosse. Von diesem Amt resignierte Hurth am 15. Februar 1909 aus gesundheitlichen Gründen und wurde zum Titularbischof von Milopotamus ernannt.
Am 7. Januar 1913 bestellte Papst Pius X. den deutschen Prälaten zum Diözesanbischof von Nueva Segovia mit Sitz in Vigan City, Philippinen. Dort wirkte Peter Joseph Hurth weitere 13 Jahre als Bischof, bevor er zum 12. November 1926 von seinem Amt zurücktrat und am gleichen Tag ehrenhalber Titularerzbischof von Bostra wurde.
Bischof Hurth besuchte 1898 seine Heimat, ebenso 1910, wobei er in jenem Jahr am Deutschen Katholikentag zu Augsburg teilnahm und deshalb in der offiziellen Festschrift erwähnt bzw. mit einem Porträt abgebildet ist. 1927 war er Hauptkonsekrator des Bischofs George Joseph Finnigan C.S.C. (1885–1932), von Helena.
Sein Geburtsort Nittel ehrte Peter Joseph Hurth mit einer Gedenktafel.